# Monika Kwiatkowska
Monika Kwiatkowska primo voto Dejczer (ur. 10 października 1975 w Bytomiu) – polska aktorka teatralna, filmowa i dubbingowa.

## Życiorys
Absolwentka Akademii Teatralnej, od 1998 roku związana z Teatrem Współczesnym, gdzie debiutowała jako Beatrice w Łgarzu Carla Goldoniego w reżyserii Giovanniego Pampiglione.
Jej rola Nadzi w Bambini di Praga Bohumila Hrabala była nominowana do Feliksów Warszawskich za sezon 2001/2002 w kategorii „za najlepszą drugoplanową rolę kobiecą”.
Za rolę Xenny w Inferno otrzymała główną nagrodę kobiecą na międzynarodowym festiwalu sztuki filmowej i telewizyjnej w Avanca w Portugalii.
Była żoną reżysera Macieja Dejczera, z którym ma syna Macieja.

## Filmografia
- 1980–2000: Dom – Majka Żmuda, miłość Kajtka
- 1997: Linia opóźniająca – Agata
- 1997: Sara – pielęgniarka w szpitalu
- 1997: Kochaj i rób co chcesz – Agnieszka Nowak
- 1998–2003: Złotopolscy – Monika Banach-Biernacka
- 1998: Prawdziwa historia – Ewa
- 1999: Moja Angelika – Angelika
- 1999: Na dobre i na złe – Justyna Mazur, żona Sebastiana
- 2000: Sukces – Kasia Ajwazowska
- 2000–2001: Miasteczko
- 2001: Inferno – Baśka/Xenna
- 2003: Łowcy skór – Anka
- 2003: Ballada o lekkim zabarwieniu erotycznym – narrator
- 2005: Boża podszewka II – Nelka
- 2006: Najwięcej samobójstw zdarza się w niedzielę – Klara
- 2008: Ojciec Mateusz – Joanna Orska (odc. 5)
- 2009: Od pełni do pełni – Iwona
- 2009: Teraz albo nigdy! – Nika Walewska
- 2009: Siostry – Mariola
- 2010: Ojciec Mateusz – Winiarska
- 2010: Hel – pacjentka Ewa
- 2010: 1920. Wojna i miłość – Jadwiga
- 2011: Chichot losu – Elżbieta Gazda
- 2012: Paradoks – Elżbieta Norblińska (odc. 9)
- 2013: Głęboka woda – Urszula Jaworska (odc. 19)
- 2013: Układ zamknięty – Monika Stawska
- 2014: Miasto 44 – matka Stefana
- 2015: Ojciec Mateusz – Patrycja Świerc (odc. 182)
- 2015: Na Wspólnej – Anna Różańska (odc. 2151, 2155, 2157, 2159, 2161, 2163, 2166)
- 2015: Komisarz Alex – Julia Borowska (odc. 87 – Twist)
- 2015: Na dobre i na złe – Barbara Wróblewska, matka Julki - (odc. 593 – Życie jest walką)
- 2016–2017: Barwy szczęścia – Zofia Wichrowska
- 2017: Belle Epoque – Eliza Tomaszewska, żona sędziego (odc. 9)
- 2018–2019: Pod powierzchnią – Alicja Żak
- 2019: Szóstka – pacjentka Zosia (odc. 1, 2)
- 2020: Echo serca – Beata Gawulska (odc. 37)
- 2020: Zakochani po uszy – dyrektorka domu dziecka (odc. 238, 252-253)
- 2020: Komisarz Alex – Sylwia Kiciuk, matka Oliwiera (odc. 183)
- 2021: Receptura[2] – policjantka „Ruda”
- 2021: Planeta singli. Osiem historii – mama Bartka (odc. 5)
- 2021: Odwilż – psycholog dziecięcy Julia (odc. 4)
- 2022: Zachowaj spokój – Renata Kordowska
- 2022: Filip – żona generała[3]

## Polski dubbing
- 1960–1966: Flintstonowie
- 1991: Przygody Syrenki – Marina
- 1991: Piękna i Bestia
- 1992: Tom i Jerry: Wielka ucieczka – Robin
- 1995: Dragon Ball Z: Atak smoka – Videl
- 1995: Dragon Ball Z: Fuzja – Videl
- 1998: Teknoman
- 1999–2000: Sabrina – Hilda
- 2000: Sztruksik – Lisa
- 2000–2003: X-Men: Ewolucja – Shadowcat / Kitty Pride
- 2001: Spirited Away: W krainie bogów – Lin
- 2001: Wakacje. Żegnaj szkoło – Rebecca ’Becky’ Detweiller
- 2001: Atlantyda. Zaginiony ląd – Audrey
- 2001: Pokémon 3: Zaklęcie Unown
- 2002: Królewska broda
- 2002: Kim Kolwiek – Strzyga
- 2001: Mroczne przygody Billy’ego i Mandy – Mama Billy’ego – Gladys (seria I), Eris (seria I i II)
- 2002: Śnięty Mikołaj 2 – Carol Newman
- 2003: Old School: Niezaliczona
- 2003: Atlantyda. Powrót Milo – Audrey
- 2005: Batman kontra Drakula – Vicki Vale
- 2007: Klub Winx – tajemnica zaginionego królestwa − Tecna
- 2007: Wiedźmin – Adda, Vesna Hood, Morenn, zamaskowana elfka, Celina
- 2008: Mass Effect – Tali’Zorah nar Rayya
- 2009: SkarpeTV – panna Lalunia
- 2009: Dragon Age: Początek
- 2009: Pingwiny z Madagaskaru – Marlenka
- 2010: Mass Effect 2 – Tali’Zorah vas Normandy
- 2011: Księżycowy miś
- 2011: Tara Duncan – Gloria
- 2011: Miś Yogi – Rachel
- 2011: My Little Pony: Przyjaźń to magia – Rarity
- 2011: Scooby Doo i Brygada Detektywów – Judy Reeves, matka Freda, członkini Brygady Detektywów (odc. 25-26, 30-32, 35, 38-39, 41)
- 2011: The Elder Scrolls V: Skyrim – Camilla Valerius, Jarl Elisif Sprawiedliwa, Ysolda, Olfina Siwo-Włosa, Tormir, Fastred, Konstancja Michel, Svana Rozległa-Tarcza, Illdi, Ingun Czarna-Róża, Hermir Silne-Serce, Erdi, Muiri, Rhiada, Nilsine Łamaczka-Tarcz, Hroki, Karita (bard), Brelyna Maryon, Hert, Idgrod Młodsza, Julienne Lylvieve, Mena, Sylgja, Aduri Sarethi, Orla, Jordis Siostra-Miecza, Nivenor,  Salma, Eris, Nimriel
- 2012 The Elder Scrolls V: Skyrim – Dragonborn – Rakel, Yrsa
- 2013: Sly Cooper: Złodzieje w czasie – Penelopa
- 2016: Harmidom – Hila Harmidomska
- 2021: WandaVision – Sarah Proctor / Dottie Jones
- 2021: Doogie Kameāloha, lekarka – Clara Hannon[4]